# Isonychia hoffmani
Isonychia hoffmani is een haft uit de familie Isonychiidae. De wetenschappelijke naam van de soort is voor het eerst geldig gepubliceerd in 1984 door Kondratieff & Voshell.
De soort komt voor in het Nearctisch gebied.